# Lorquí
Lorquí ist ein Municipio in der autonomen Gemeinschaft Murcia in Spanien. Es gehört der Provinz Murcia an. 2024 hatte die Gemeinde 7.770 Einwohner auf einer Fläche von 16 km².

## Lage
Lorquí liegt 13 Kilometer nordwestlich von Murcia und etwa 85 Kilometer südwestlich von Alicante. Östlich des Municipios führt die Autovía A-30 entlang, die Lorquí mit den Städten Murcia, Cartagena und Albacete verbindet. Westlich des Municipios fließt der Río Segura.

## Bevölkerungsentwicklung

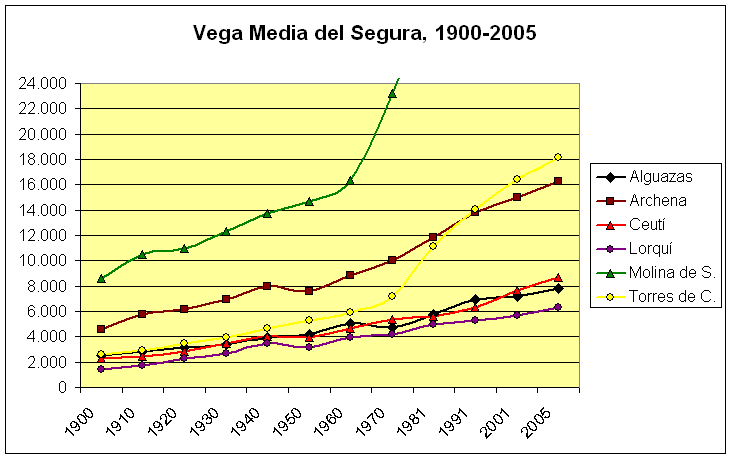
Bevölkerungsentwicklung von Lorquí und weiteren Ortschaften der Comarca Vega Media del Segura

Seit 2005 ist die Bevölkerung von etwas mehr als 6.000 Einwohnern auf 7.020 Einwohner im Jahr 2015 gestiegen.

## Sehenswürdigkeiten
- Pfarrtempel Santiago Apóstol
- Las Norias